# Cantó d'Eiriçon
El cantó d'Eiriçon és un cantó francès del departament de l'Alier, situat al districte de Montluçon. Té 17 municipis i el cap és Eiriçon.

## Municipis
- Auda
- Bijanuelha
- Lo Breton
- Cosne-d'Allier
- Estivareilles
- Givarlais
- Eiriçon
- Louroux-Bourbonnais
- Louroux-Hodement
- Maillet
- Nassigny
- Reugny
- Saint-Caprais
- Sauvagny
- Tortezais
- Vallon-en-Sully
- Venas

## Història
| Data d'elecció                           | Identitat         | Partit        | Qualitat |
| ---------------------------------------- | ----------------- | ------------- | -------- |
| 1945-1949                                | Alexandre Flouzat | SFIO          |          |
| 1949-1968                                | Robert Mallet     | SFIO          |          |
| 1968-1984                                | Emile Binon       | FGDS          |          |
| 1984-1993                                | Bernard Faureau   | Divers droite |          |
| 1993-1998                                | Guy Laboisse      | Divers droite |          |
| 1998-                                    | Daniel Roussat    | PCF           |          |
| les dades anteriors no són pas conegudes |                   |               |          |
|                                          |                   |               |          |

## Demografia
| 1962  | 1968   | 1975  | 1982  | 1990  | 1999  | 2007  |
| ----- | ------ | ----- | ----- | ----- | ----- | ----- |
| 9.341 | 10.262 | 9.697 | 9.822 | 9.461 | 9.035 | 8.920 |